# Alessandro Manzoni
Alessandro Francesco Tommaso Manzoni (n. 7 martie 1785, Milano, Ducatul Milanului – d. 22 mai 1873, Milano, Regatul Italiei) a fost un scriitor și critic literar italian. 
A scris romane, piese de teatru, fiind promotorul liricii romantice în țara sa și un teoretician al romantismului italian. Este autorul recenziei "Scrisoare asupra romantismului".
Cea mai cunoscută operă a sa este romanul I Promessi Sposi apărut în anul 1827, evocare patetică și realistă a Lombardiei secolului al XVII-lea și care se remarcă prin unitatea construcției, adevărul psihologic și caracterul poetic.
În scrierile sale din domeniul teoriei literare, a pledat pentru libertatea genurilor și reconstrucția poetică a adevărului istoric.

## Viața timpurie
Manzoni s-a născut la Milano, Italia, la 7 martie 1785.Pietro, tatăl său, în vârstă de aproximativ cincizeci de ani, aparținea unei vechi familii din Lecco, inițial seniori feudali din Barzio, în Valsassina.

## Scrieri
- 1809: Urania, poem romantic;
- 1812/1822: Inni sacri ("Imnuri sacre"), poezi cu inflexiuni religioase;
- 1820: Il conte di Carmagnola ("Contele din Carmagnola"), tragedie în versuri inspirată din istoria Italiei;
- 1822: Adelchi, capodoperă a teatrului romantic;
- 1822: Il cinque maggio ("Cinci mai");
- 1823: Lettre à M. Chauvet sur l'unité de temps et de lieu dans la tragédie ("Scrisoare către domnul Chauvet asupra unității de timp și de loc în tragedie"), scriere de teorie literară;
- 1827: Logodnicii (I promessi sposi), roman istoric;
- 1840: Storia della colonna infame (Istoria coloanei infame), Eseu istoric
- 1846: Lettera al Marchese C. D'Azeglio sul romanticismo ("Scrisoare către marchizul C. D'Azeglio asupra romantismului");
- 1848: Pochi versi inediti ("Câteva versuri inedite");
- 1850: Del romanzo storice e in genere de' componimenti misti di storia de 'invenzione ("Despre romanul istoric și în general despre compunerile mixte de istorie și invenție"), discurs;
- 1868: Dell'unità della lingua e dei mezzi di diffonderla ("Despre unitatea limbii și despre mijloacele de răspândire a ei"); studii lingvistice;
- 1923: Della lingua italiana ("Despre limba italiană"), studii lingvistice.

### Traduceri în română
- 1941 - Logodnicii, Editura: Cugetarea Georgescu Delafras, traducere Al. Iacobescu, titlu original: I promessi sposi (1827)